# Dorcadion pelidnum
Dorcadion pelidnum là một loài bọ cánh cứng trong họ Cerambycidae.